# UFC 19
UFC 19: Ultimate Young Guns è stato un evento di arti marziali miste tenuto dalla Ultimate Fighting Championship il 5 marzo 1999 al Casino Magic a Bay St. Louis, Mississippi. L'evento è stato visto dal vivo su pay-per-view negli Stati Uniti e successivamente pubblicato su home video.

## Retroscena
UFC 19 ha visto la prima apparizione di wrestler collegiale Kevin Randleman, così come la prima apparizione televisiva dell'ex UFC Light Heavyweight Champion e Hall of Famer Chuck Liddell, che aveva combattuto a UFC 17 in un incontro alternativo non televisivo. Il futuro arbitro Dan Miragliotta ha fatto il suo debutto nell'UFC come giudice dell'evento.
Nell'evento principale, Guy Mezger ha combattuto contro Tito Ortiz. Ortiz ha vinto l'incontro tramite TKO. L'incontro è stato una rivincita del loro primo incontro nelle finali di UFC 13, che Mezger ha vinto tramite sottomissione da guillotine choke. Ortiz è stato l'ultimo sostituto di Vitor Belfort, che avrebbe dovuto affrontare Mezger ma è stato costretto a ritirarsi. La mancanza di rispetto post-combattimento mostrata da Ortiz nei confronti di Mezger e dei Lion's Den portò alla lunga rivalità tra Ortiz e il leader di Lion's Den Ken Shamrock.
UFC 19 era la terza parte di quello che l'UFC chiamava "The Road to the Heavyweight Title", una sorta di torneo in quattro parti, organizzato per determinare il Campione dei pesi massimi dopo che il titolo è stato lasciato vacante da Randy Couture. È stato stabilito che il vincitore di Kevin Randleman contro Maurice Smith avrebbe affrontato Bas Rutten a UFC 20 per il titolo indiscusso UFC Heavyweight Championship.

## Risultati
- Incontro categoria Pesi Medi:  Sione Latu contro  Joey Roberts

Latu sconfisse Roberts per KO Tecnico (ferita) a 10:01.
- Incontro categoria Pesi Massimi:  Pete Williams contro  Jason Godsey

Williams sconfisse Godsey per sottomissione (kneebar) a 1:54.
- Incontro categoria Pesi Medi:  Evan Tanner contro  Valeri Ignatov

Tanner sconfisse Ignatov per KO Tecnico (colpi) a 2:57.
- Incontro categoria Pesi Massimi:  Kevin Randleman contro  Maurice Smith

Randleman sconfisse Smith per decisione unanime.
- Incontro categoria Pesi Medi:  Jeremy Horn contro  Chuck Liddell

Horn sconfisse Liddell per sottomissione (strangolamento triangolare) a 12:00.
- Incontro categoria Pesi Massimi:  Gary Goodridge contro  Andre Roberts

Goodridge sconfisse Roberts per sottomissione (pugni) a 0:42.
- Incontro categoria Pesi Medi:  Tito Ortiz contro  Guy Mezger

Ortiz sconfisse Mezger per KO Tecnico (colpi) a 9:55.